# 1985년 멕시코시티 지진
1985년 멕시코시티 지진은 1985년 9월 19일 이른 아침 멕시코의 수도 멕시코시티를 강타한 진도 8.0의 지진이다. 이 지진으로 멕시코시티 일대가 크게 파괴되고 1만 명 이상이 사망하였다.

## 같이 보기
- 2017년 지진
- 멕시코의 지진 목록
- 2017년 푸에블라 지진